# 千葉県道207号滑河停車場線

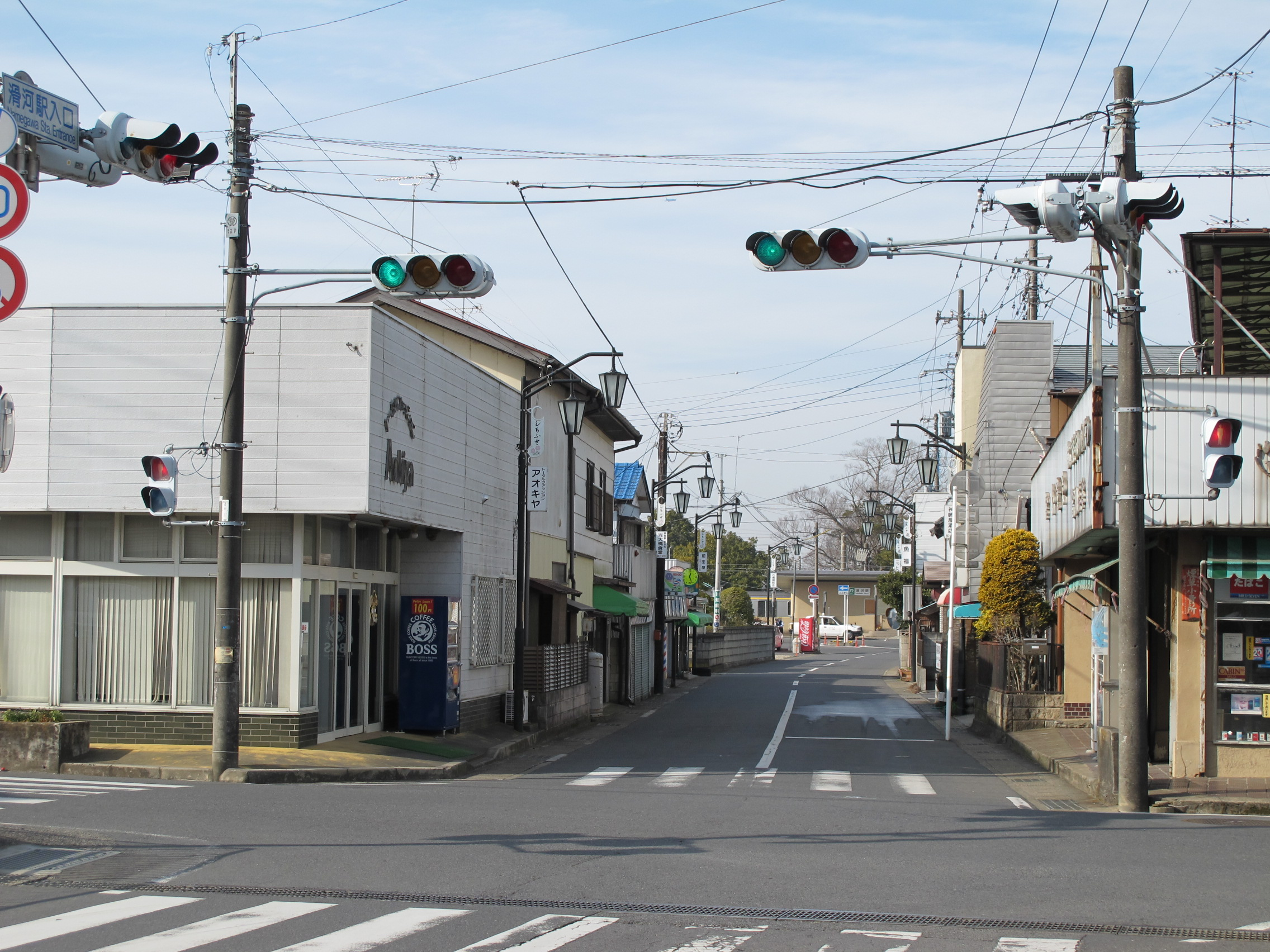
千葉県道207号・滑河停車場線全景
（滑河駅入口交差点より奥突き当りがJR成田線滑河駅）
（2013年1月撮影）

千葉県道207号滑河停車場線（ちばけんどう207ごう なめがわていしゃじょうせん）は、千葉県成田市よりJR成田線滑河駅へ接続する一般県道である。

## 概要
JR成田線滑河駅前ロータリーより滑河駅入口交差点までの間、一直線に延びる実延長111メートルの2車線の県道である。

### 路線データ
- 起点：成田市猿山（成田線滑河駅）
- 終点：成田市高岡（常総大橋際交差点、国道356号交点）
- 総延長：0.903 km[1]
- 重用延長：0.792 km
- 未供用延長：なし
- 実延長：0.111 km[1]

## 重複区間
- 千葉県道103号江戸崎下総線（滑河駅入口交差点 - 千葉県道79号交点）
- 千葉県道79号横芝下総線（千葉県道63号・千葉県道103号交点 - 国道356号交点〈常総大橋際交差点〉）

## 通過する自治体
- 成田市

## 交差・接続する道路
- 千葉県道103号江戸崎下総線 - 成田市猿山